# Eacles suffusa
Eacles suffusa är en fjärilsart som beskrevs av Walker 1869. Eacles suffusa ingår i släktet Eacles och familjen påfågelsspinnare. Inga underarter finns listade i Catalogue of Life.